# Род (българска граматика)
Вижте пояснителната страница за други значения на Род.
Родът е една от основните морфологични категории на имената в индоевропейското езиково семейство. Характерен е за всички славянски езици. В българския език всяко име и повечето местоимения имат род: мъжки, женски или среден. Измежду съществителните нямат род единствено онези, които притежават форми само за множествено число: очила, въглища, клещи, трици, финанси и др. Родът на съществителните имена не се променя. Останалите имена и повечето местоимения се менят по род (и число), за да се съгласуват със съществителното, което поясняват.

## Граматическа форма и род
Между граматическата форма и рода на съществителните имена в българския език съществува ясна и последователна зависимост. Правилата са валидни, независимо какво означават съществителните: хора, животни, растения, предмети или абстрактни понятия. В множествено число съществителните имена губят характеристиките на граматическия си род. Затова родът на съществително име се определя от формата му в единствено число.
Пример: Думите кораби, книги, очи завършват все на -и, но са от различни родове:
един кораб – мъжки род;
една книга – женски род;
едно око – среден род.
Съществителните имена не се менят по род, но много често от съществително в мъжки род се образува съществително в женски род с помощта на наставка:
учител – учителка;
лекар – лекарка;
герой – героиня;
монах – монахиня.
Родът на малък брой съществителни имена (собствени и нарицателни) зависи от контекста:
Женя (умалително от Евгений и Евгения);
роднина, хаймана, балама, маскара, мижитурка и др.
Собствени имена от чужд произход запазват рода, който имат в езика първоизточник:
Георги – м.р.;
Мариам – ж.р.

### Мъжки род
Съществителни, които в единствено число завършват на съгласен звук, са предимно от мъжки род:
клас, плод, двор, син.
Малък брой съществителни нарицателни от мъжки род завършват на гласна:
на а: баща, войвода, старшина;
на я: съдия, кадия, месия;
с наставките -джи- / -чи- и окончанието -я: бояджия, ловджия, занаятчия и др.;
на о: чичо, вуйчо, дядо, калеко, лелинчо, батко;
на е: бате;
на други гласни (думи от чужд произход): гуру.
От мъжки род са имената на месеците:
януари, февруари, март, април, ... , декември.
Собствените имена на -ий са от мъжки род (те са от чужд произход):
Паисий, Софроний.
Те запазват рода си и тогава, когато крайният звук й отпадне:
Евгений, Евгени.

### Женски род
Съществителните имена, които в единствено число имат окончание -а/-я, са предимно от женски род:
вода, река, жена, сърна, роса, планина, трева, гора;
воля, леля, земя; химия, история, линия, философия.
Около 2500 съществителни нарицателни имена са образувани с наставките -ост/-ест; те са от женски род, въпреки че завършват на съгласна в единствено число:
радост, новост, младост;
свежест, тежест, болест.
От женски род са и някои думи, които в ед.ч. завършват на -ост/-ест, но този завършек не е наставка:
кост; вест, повест, прелест.
Когато завършекът -ост/-ест не е наставка, думата може да е от мъжки род:
гост, лост, мост, пост;
арест, жест, протест.
Още около 150 съществителни от женски род завършват в ед.ч. на съгласна (но не на -ост/-ест):
любов, нощ, свещ, пролет, вечер и др.

### Среден род
Съществителни имена, които завършват в единствено число на -о или -е, са предимно от среден род:
село, крило, чудо, ято;
поле, море, куче, дете.
От среден род са и някои съществителни от чужд произход, които в ед.ч. завършват на друга гласна:
таксѝ, жури, бижу, интервю, имамбаялдъ.

## Исторически развой
В историческия развой на българския език някои съществителни имена са променили своя граматически род.
Съществителното вечер в старобългарския език е било от мъжки род, но в развоя на езика то е преминало в женски род. Остатък от старото състояние е поздравът Добър вечер.
Съществителните жар, кал, пот, прах и др. до края на XIX век са били от мъжки род, но през XX век родът им започва да се колебае: някои носители на българския език схващат рода на тези съществителни като мъжки, други – като женски.

## Произход на категорията род
Според езикознанието семантичният признак, който е в основата на граматическата категория род, най-вероятно е естественият пол на живите същества. Древните хора са смятали, че всичко в природата има душа и може да бъде мъжко или женско. Приписвали са пол на растенията, на географските обекти, на всички предмети и абстрактни понятия. Вероятно оттам е възникнала граматическата категория род. Например земята е била възприемана като майка, която ражда из своите недра, затова съществителното земя е от женски род в европейските езици.
В съвременния български език изискването за съответствие между граматически род и естествен пол важи само за названия на лица и някои най-тясно свързани с човека животни, и то само в определени случаи. В останалите случаи родът зависи преди всичко от окончанието. Единствено при названията на хора, ако родовото окончание противоречи на пола, тогава определящ за граматическия род е полът на лицето. Това засяга малък брой съществителни имена:
войвода, старшина и др.

## Род при други имена
Граматическата категория род се проявява и при други части на речта, освен при съществителните имена. Прилагателните имена, местоименията и числителните имена не притежават собствен граматически род, а се изменят в зависимост от рода (и числото) на съществителното име, което поясняват или заместват. Ето защо те притежават три отделни форми в единствено число – по една за мъжки, женски и среден род; имат и една форма за множествено число, обща за трите рода.

### Прилагателни имена
Прилагателните имена, за разлика от съществителните, нямат свой собствен род.
Те се менят спрямо съществителното, което определят, за да се съгласуват с него:
добър играч, добра постъпка, добро дете, добри дела.
Граматическият род на прилагателното име зависи от рода на съществителното, което определя.
Всяко прилагателно в единствено число има отделни форми за мъжки, женски и среден род.
Основната форма на прилагателното име е нечленуваната му форма за мъжки род, единствено число.
В повечето случаи тя завършва на съгласен звук:
бял, велик, мил.
Тази форма се нарича още проста или неразширена.
Съществува и разширена форма, завършваща на -и:
Бели Осъм, Петър Велики, мили приятелю.
Малък брой прилагателни имена имат основна форма на -и:
горски, морски, български, английски, френски и др.;
вражи, вълчи, овчи и др.
Формите за женски род на прилагателните имена се образуват с окончанията -а/-я,

а за среден род – с окончанията -(ь)о/-е. Окончанието за множествено число е -и.
Примери:
бял – бяла, бяло, бели;
велик – велика, велико, велики;
син – синя, синьо, сини;
овчи – овча, овче, овчи.
Когато прилагателното име завършва на -и в м.р. ед.ч., първо се отстранява окончанието -и:
горски – горска, горско, горски;
български – българска, българско, български.
Малка група прилагателни имена (предимно от турски произход) са неизменяеми: серт, сербез и др.

### Местоимения
Повечето местоимения притежават граматическите категории род и число:
мой, моя, мое, мои;
какъв, каква, какво, какви;
някой, някоя, някое, някои;
той, тя, то, те.
Личните местоимения в първо и второ лице ед.ч. и мн.ч. нямат род;
нямат род и личните местоимения в трето лице мн.ч.:
аз, ти, ние, вие, те;
ме, те, ни, ви, ги;
ми, ти, ни, ви, им.
Нямат род и кратките форми на притежателните местоимения:
ми, ти, им и т.н.
(тези за 3 л. ед.ч. показват рода на притежателя, а не рода на притежавания предмет).

### Числителни имена
По своето значение, по граматическите си особености и по своите синтактични функции

числителните редни напълно приличат на прилагателните имена. Също като тях се менят по род и число.
Формата за ж.р. ед.ч. на числителните редни се образува с окончанието -а, а формата за ср.р. ед.ч. – с -о.
Окончанието за множествено число е -и. Тези окончания се прибавят към нечленуваната форма за м.р. ед.ч.,
след като от нея се отстрани окончанието -и (ако тя има такова окончание):
трети – трета, трето, трети;
седми – седма, седмо, седми;
стотен – стотна, стотно, стотни.
Числителните бройни (три, пет, сто и т.н.) не се менят по род.
Изключения:
един, една, едно, едни;
два (м.р.), две (ж.р. и ср.р.).